# Mori, Hokkaidō
Mori (森町 Mori-machi) là thị trấn thuộc huyện Kayabe, phó tỉnh Oshima, Hokkaidō, Nhật Bản. Tính đến ngày 1 tháng 10 năm 2020, dân số ước tính thị trấn là 14.338 người và mật độ dân số là 39 người/km2. Tổng diện tích thị trấn là 368,27 km2.